# Universidade da Flórida Central
A Universidade da Flórida Central (em inglês:  University of Central Florida ou UCF) é uma universidade pública norte-americana localizada em Orlando, na Flórida, fundada em 1963. É a segunda maior universidade pública nos Estados Unidos em número de alunos.